# Caspar Albhard

Titelblatt von Lebens-Lauff und Ehren-Gedächtnis von Caspar Albhart

Caspar Albhard(t), normalisiert Kaspar Albhard(t) (* 15. Januar 1636 in Dresden; † 24. Mai 1678 ebenda), war ein deutscher Jurist und sächsischer Rittergutsbesitzer. Er ist Verfasser einer von nur elf wissenschaftlichen Abhandlungen zur Demokratie, die sich im 17. Jahrhundert an den Universitäten in ganz Europa nachweisen lassen.

## Leben

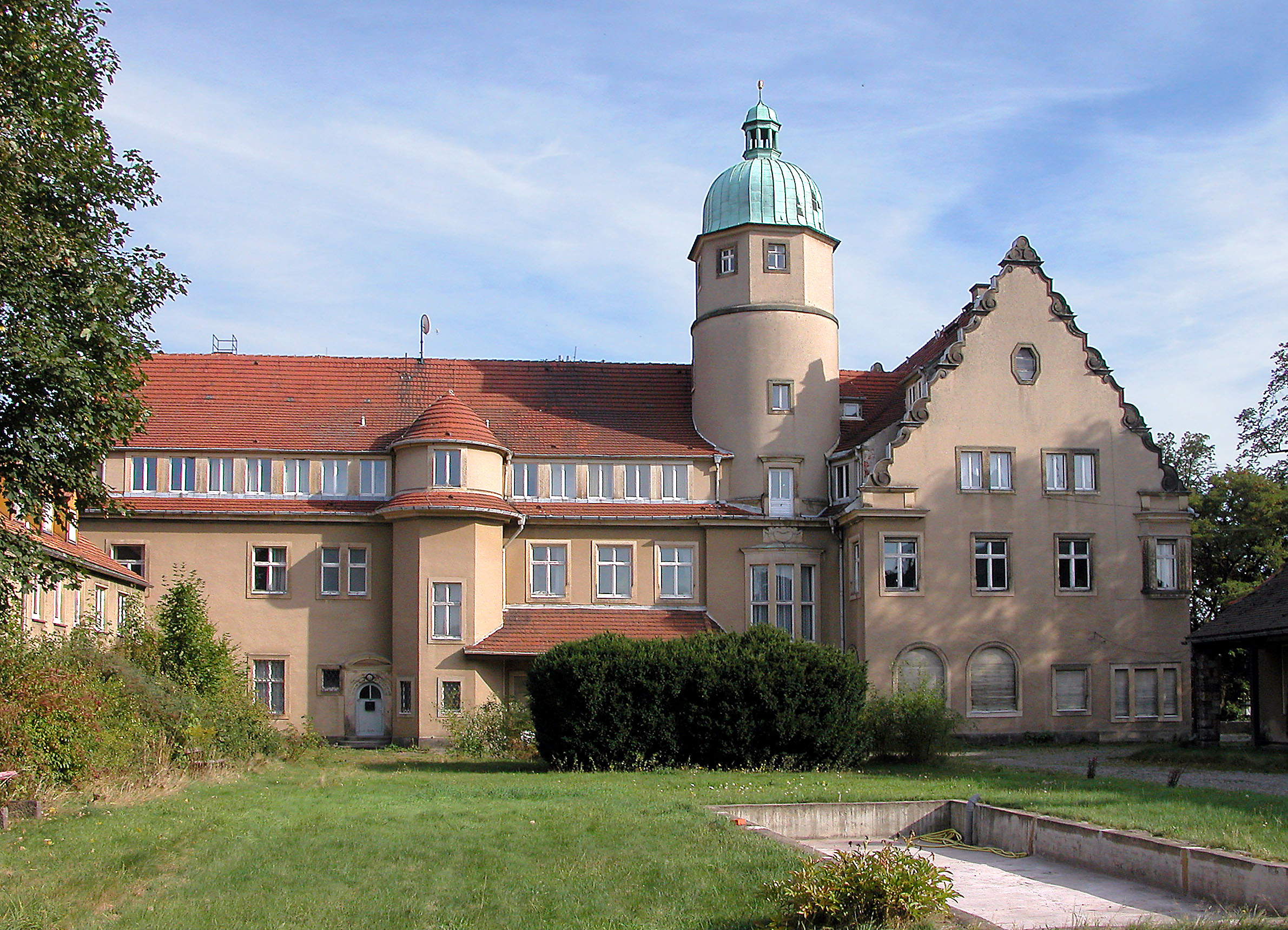
Rittergut Helmsdorf, heutiger Zustand

Er war der Sohn des aus Finsterwalde stammenden Melchior Albhart auf Helmsdorf, der als Kammer- und Bergrat in der kursächsischen Residenzstadt Dresden wirkte. Der Jurist und spätere Baumeister Leonhard Albhart war sein älterer Bruder.
Bereits während des Besuchs der Lateinschule in Bautzen ließ sich Albhard als Minderjähriger mit 11 Jahren 1647 an der Seite seines älteren Bruders an der Universität Wittenberg immatrikulieren. In dieser Zeit wurde ihm 1651 vom Rektor Johann Theil seiner Schule in Bautzen folgende, in Görlitz erschienene Schrift gewidmet: Johannis Theill Naumburgensis M. P. L. C. Budiss. Rectoris, Poemata Sacra: potissimum ex libro Proverbiorum Salomonis in usum studiosae Iuventutis.
Als der Vater 1651 starb, erbte er und seine Brüder das Vorwerk Helmsdorf, um dessen Bewirtschaftung sich zunächst seine Mutter kümmerte. Nach dem Schulabschluss in Bautzen begab er sich 1652 auf Empfehlung seiner verwitweten Mutter zum Studium an die Universität Leipzig, wo er Rechts- und Staatswissenschaften u. a. bei Christian Friedrich Franckenstein und Quirinus Schacher studierte. Als Respondent legte er in Leipzig eine beachtenswerte und damals sehr seltene Dissertation zum Thema Demokratie vor. Am 23. Mai 1657 immatrikulierte er sich an der Universität Altdorf. In dieser Zeit hielt er als Respondent nach damals üblichen Brauch allein oder gemeinsam mit anderen Juristen, darunter dem späteren Jura-Professor Georg Christoph Schäfer, mehrere Disputationen beim Rat zu Nürnberg und an der Universität Altdorf, die teilweise in Druck erschienen sind. 1667 promovierte er in Altdorf bei Nicolaus Rittershausen zum Doktor beider Rechte.
Jakob Sturm widmete ihm 1662 seine Schrift Jakob Sturms von Spreenberg Zehen Mahl zehen rein-verdrehete Uber-Schriften/ Der zeitlichen Gedanken erwekkend.
Im April 1665 erschien für ihn an der Universität Altdorf die Festschrift unter dem Titel Vota Heliconia Honoribus quibus Viro Nobilissimo ... Casparo Albhart Dresdens. Misnic. in Celeberrima Universitate Altdorphina publica solennitate Prid. Im gleichen Jahr wurde er an der Universität Altdorf gemeinsam mit Georg Christoph Schäfer und Johann Georg Schmid in der Druckschrift Summos In Utroque Iure Titulos Ac Honores Viris ... Dn. Georgio Christophoro Schefer, Rotenburgo-Tuber. Designato Professori Extraordinario. Dn. Casparo Albhardt, Dresd. Misnic. Dn. Johanni Georgio Schmid, Norimberg. Reipubl. Patriae Advocato. In Alma Altorfina a Magnifico Ictorum Ordine Pridie Non. Aprilis A. C. M.DC.LXV. Publico solennique ritu collatos Votiva mente, manuq[ue] prosequuntur Convictores Dürriani gefeiert, die bei Goebelius in Altdorf erschien.
Bedingt durch den Tod der Mutter kehrte er nach Kursachsen zurück, um sich gemeinsam mit seinen Brüdern um das geerbte elterliche und zum Rittergut ausgebaute Vorwerk Helmsdorf zu kümmern und die Belehnung beim Lehnhof Dresden zu beantragen. Beruflich ließ sich Albhard in der sächsischen Residenzstadt Dresden nieder, wo er bis zu einem Tod als Jurist und Rechtsanwalt (J. U. Pract.) wirkte. Daneben kümmerte er sich verstärkt um das Rittergut Helmsdorf, zu dem u. a. die Mahl- und Schneidemühle im Ort gehörte, die den Mühlzwang in den benachbarten Orten Stürza und Dobra besaß. Immer wieder kam es deshalb zu Auseinandersetzungen. Als der Mühlenpächter 1671 die Pacht deshalb nicht mehr zahlte, wandte sich Albhard mehrfach hilfesuchend an das kursächsische Amt Hohnstein.
1674 verfasste Albhard ein „Liebes- oder Tugendlied“ in Gedichtform zum Tod seines Bruders Leonhart, das in dessen Leichenpredigt in Druck erschien.
Er starb frühzeitig an Krebs im Bereich der Mundhöhle. Die aus Anlass seiner Beisetzung 1678 in der Sophienkirche in Dresden gehaltene Leichenpredigt vom Superintendenten Johann Andreas Lucius erschien bei der Witwe von Melchior Berge in Dresden in Druck. Der sächsische Hofdichter David Schirmer widmete ihm eine „Begräbnüs-Ode“ zur Beisetzung. Er wurde im elterlichen Grab in der Sophienkirche beigesetzt, das am 13./14. Februar 1945 beim Bombenangriff auf Dresden zerstört wurde.
Da er unverheiratet geblieben war, fiel sein gesamter Besitz und damit auch seine Hälfte am Rittergut Helmsdorf 1678 an den Bruder Christian Albhard, der wie er ebenfalls promovierter Jurist war und als solcher Stiftskanzler in Wurzen und Assessor am Oberhofgericht zu Leipzig sowie Dekan des Stifts Wurzen war.

## Schriften (Auswahl)
- Exercitationem Politicam De Rep. Populari. Bauer, Leipzig 1655.
- Disputatio Inauguralis De Iuramento Calumniae. Hagen, Altdorf 1663.
- Dissertation bei Prof. Dr. Nicolaus Rittershausen (genauer Titel derzeit noch nicht ermittelt). Altdorf 1667.
- (Beiträger): Ex Toga Victoria Laureaque Insignis: Cum Nobilissimus Et Clarissimus Dn. Ericus vom Roenne Hamburg, Summum In Utroque Iure Titulum Doctoris Pro Meritis Capesseret : Aten. Nor. Prid. Lal. April. A. O. R. MDCLXIV. Quae Ut Notior Fieret Poeana Canunt Amici. Altdorf 1664.
- (mit Georg Christoph Schäfer und Johann Georg Schmid): Hymnus In Sacrosantam Iustitiam, In Gratiam ... Georgii Christophori Schaefer, Rotenb. Tuber. Designati Iuris Professoris Dn. Caspari Albhardt, Dresd. Misn. Dn. Joh. Georgii Schmidii, Norimberg. Reipubl. Patriae Advocati, Cum In Utroque Iure Doctores Solenniter Renunciarentur : d. 4. Aprilis ... M.DC.LXV. ; Boni ominis causa scriptus a Commensalibus Rittershusianis. Altdorf 1665.
- (mit Georg Christoph Schäfer und Johann Georg Schmid): Salva Themis, Salvae Musae, Salva Curia, Quia Salva Est Triga Summos In Utroque Jure Honores Summens. Viri ... Per Quam Conspicui Dn. Georgius Christophorus Schaefer, Rotenburgo-Tuberanus, Designatus P.P. Dn. Caspar Albhart, Dresdensis. Dn. Joh. Georgius Schmidt,Norimb. Reip. Patriae Advocatus Dexterrimus. Vetus Itaque Illiud ... Acclamat Universa Oeconomiae Societas. Hagen, Altdorf 1665.
- (mit Georg Christoph Schäfer und Johann Georg Schmid): Viris Nobilissimis Clarissimis Dn. Georgio Christophoro Schefero, Rotenb. Tuber. Designato Professori Altdorfino, Dn. Caspari Albhardto, Dresdensi, Dn. Joh. Georgio Schmidio, Norimberg. Reipubl. Patriae Advocato, Summos In Utroq[ue] Iure Honores, Altdorfi Pridie Non. Aprilis A. C. M.DC.LXV. Solennissime Collatos, Animitus gratulatur Convictus Felwingerianus. Hagen, Altdorf 1665.
- (mit Georg Christoph Schefer und Johann Georg Schmid): Gratulatio, Quam Viris Nobiliss. Clarissimis Atque Consultissimis, Dn. Georgio Christoph. Schaefero Rot-Tub. Professori Extraordin. Designato. Dn. Casp. Albharto Dresda-Misn. Dn. Johann. Georg. Schmidt Norimb. Reipublicae Patriae Advocato. Cum illi Altdorffi Priedie Nonarum Aprilis MDCLXV. In Utroque Jure Doctores Crearentur. Fecit Convictus Hatskianus. Hagen, Altdorf 1665.
- (mit Georg Christoph Schefer und Johann Georg Schmid): Divina Adspirante Gratia Augustissimi Imperatoris Authoritate Strenuissimi Senatus Reipublicae Norimbergensis Consensu Ordinis Iurisconsultorum In Universitate Altorfina Decreto ... Georgium Christophorum Schaeferum Rotenburgo Tuberanum Designatum Professorem Extraordinarium Dn. Casparum Albhartum Dresda-Misnicum Dn. Johannem Georgium Schmid Norimbergensem Reipublicae Patriae Advocatum Sorte Ita Locatos Ob insignem & solidam in Utroque Iure scientiam multis vigiliis & Studio indefesso, in variis Germaniae Academiis, acquisitam, & in Rigorosis Examinibus ac Disputationibus sine Praeside habitis, luculentissime comprobatam, praeclaro usu egregie firmatam Promeritis Summis Honoribus Doctoratus videlicet In Utroque Iure Insignibus Et Privilegiis Solenni Pompa Exornaturus Omnes quibus Universitatis nostrae Honor, Virtutis Et Gloriae Studium cordi est, Privatim Vero ... Scholarchas ... Rectorem ... Comites ... Barones ... Procancellarium ... Professores ... Studiosos : P. P. Sub sigillo Facultatis 3. Non. April. A. MDCLXV. Hagen, Altdorf 1665.
- (mit Georg Christoph Schäfer und Johann Georg Schmid): Pictores Quis Nescit Ab Iside Pasci? Hanc Igitur Votivam Tabulam Cum .... Georgius Christoph. Schäffer/ Rotenburgo-Tuberanus designatus Professor extraordinarius Dn. Casparus Albhart/ Dresda-Misnicus Dn. Johannes Georgius Schmid/ Norimb. Reip. Patriae Advocatus, Pridie Non. April. A. O. R. M.DC.LXV. Altdorffi Noricorum Summos In Utroq[ue] Iure Honores Iure Meritoq[ue] Caperent : In S. Themidos Gloriam suspensam Voluerunt Ludwelliani Commensales. Goebelius, Altdorf 1665.
- (mit Friedrich Albhard): Brüderliche Klage-Zeilen. Dem Edlen/ Groß-Achtbaren und Hochgelahrten Herrn Leonhart Albharten ... Welcher den 17. Junii 1674. ... sanfft und seelig verschieden/ und allda zu Meissen bey hochansehnlicher Begängnüs den 22. darauf/ zu seiner Ruhestat gebracht worden/ In folgender Begräbnüs-Ode abgestattet/ Und zu guter Letzt auf seine Grufft geleget. Dresden 1674.